# تجربة شيهاليون

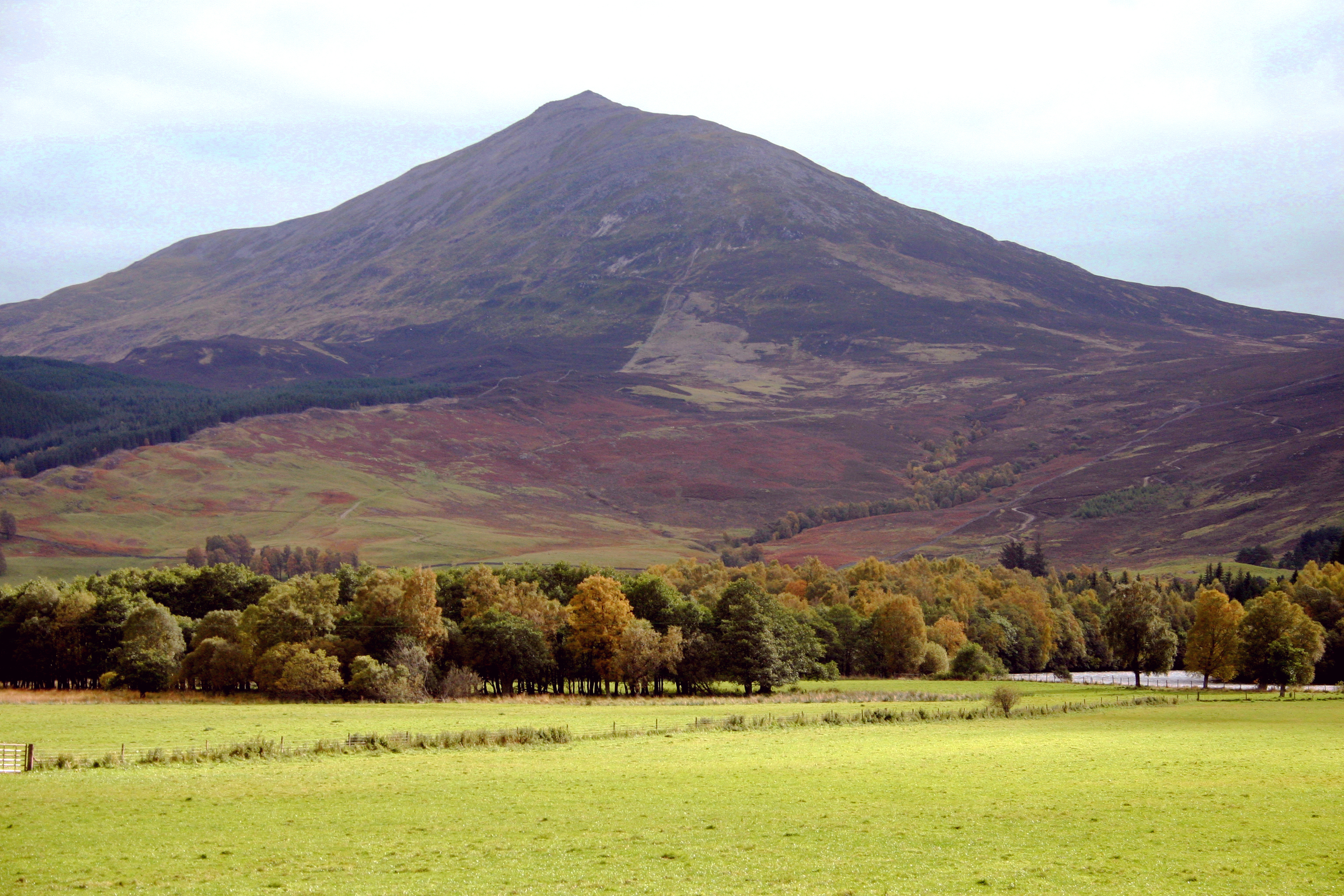

تجربة شيهاليون، أجريت في القرن الثامن عشر لتحديد الكثافة المتوسطة للأرض بتمويل من منحة من الجمعية الملكية، أُجريت التجربة في صيف 1774 حول جبل سكوتيش في شيهاليون في بيرثشاير. تضمنت التجربة قياس الانحراف الطفيف للبندول الحادث بسبب قوة الجاذبية الناتجة من جبل قريب. بعد البحث عن جبال مناسبة، كان شيهاليون الموقع المثالي بسبب عزلته وشكله المتناظر تقريبًا.
اقترح إسحاق نيوتن هذه التجربة من قبل كمثال عملي على نظرية الجاذبية خاصته لكنها رُفضت. مع ذلك، اقتنع قليل من العلماء، لا سيما الفلكي الملكي نيفيل ماسكلين، أن التأثير الجذبوي يمكن رصده وشرع في تنفيذ التجربة. كانت زاوية الانحراف تعتمد على الكثافة النسبية وحجم كل من الأرض والجبل: إذا أمكن التحقق من كثافة وحجم شيهاليون، يمكن كذلك التحقق من كثافة الأرض. بمجرد معرفة هذا، سنحصل على قيم تقريبية لكثافة الكواكب الأخرى وأقمارها والشمس التي كانت معروفة من قبل بقيم نسبية. هناك فائدة أخرى وهي فكرة الخطوط المنسوبة التي وضعت لتبسيط عملية مسح الجبل، ثم أصبحت تقنية معتمدة في علم الخرائط فيما بعد.

## خلفية
يتدلى البندول مستقيمًا إلى الأسفل في حقل جذبوي متماثل. لكن لو وجدت كتلة كبيرة بالجوار مثل كتلة جبل، ستحرف قوتها الجاذبة شاقول البندول عن موقعه الصحيح (بمعنى أنه لن يعود يشير إلى مركز الأرض). يمكن قياس التغير في زاوية خط الشاقول بعناية بالنسبة لجسم معلوم -مثل نجم ما- على الجانبين المتقابلين من الجبل. إذا كنا قادرين على حساب كتلة الجبل بشكل مستقل من خلال تحديد حجمه ومعرفة الكثافة المتوسطة لصخوره، يمكن استقراء هذه القيم لمعرفة متوسط كثافة الأرض وبالتالي معرفة كتلتها.
كان إسحاق نيوتن قد نظر في هذا التأثير في «الأصول»، لكنه اعتقد بشكل متشائم أن أي جبل حقيقي سينتج انحرافًا ضئيلًا جدًا لا يمكن قياسه. كتب أن التأثيرات الجاذبية لا يمكن ملاحظتها إلا على مقياس الكواكب. كان تشاؤم نيوتن عارًا عن الصحة، بالرغم من أن حساباته قد اقترحت وجود انحراف بمقدار أقل من دقيقتين من القوس (لجبل مثالي يبلغ ارتفاعه ثلاثة أميال أي 5 كم)، كان يمكن قياس هذه الزاوية على ضآلتها عن طريق أدوات عصره.
تقدم التجربة التي تختبر فكرة نيوتن دليلًا يدعم قانونه عن الجذب العام وكذلك تقدر كتلة وكثافة الأرض. نظرًا إلى أن كتل الأجرام الفلكية كانت معروفة فقط من حيث القيم النسبية، فإن كتلة الأرض ستوفر قيمًا معقولة للكواكب الأخرى وأقمارها والشمس. كانت البيانات أيضًا قادرة على تحديد قيمة ثابت الجاذبية G في قانون نيوتن، بالرغم من أن هذا ليس هدفًا للمختبرين لم يشر أحد إلى قيمة G في الأدب العلمي إلا بعد مرور مئة عام تقريبًا.

## العثور على الجبل

### شيهاليون 1774
اقترح عالم الفلك الملكي نيفيل ماسكيلين محاولة أخرى للتجربة على الجمعية الملكية في عام 1772. إذ قال إن التجربة «ستشرّف الأمة التي صنعت فيها» واقترح فيرنسايد في يوركشاير، أو كتلة بلينكاثرا سكيداو في كمبرلاند كأهداف مناسبة. شكلت الجمعية الملكية لجنة الجذب للنظر في الأمر، وعينت مسكلين وجوزيف بانكس وبنجامين فرانكلين من بين أعضائها. أرسلت اللجنة الفلكي وخبير المسح تشارلز ماسون [ب] لإيجاد جبل مناسب.
بعد بحث طويل على مدار صيف 1733، بلغ مانسون أن المرشح المثالي لهذه التجربة هو شيهاليون، الذي كان اسمه شيهالين حينها، ترتفع قمته 1,083 مترًا أي 3,553 قدم، يقع بين لوتش تاي ولوتش رانوش في مركز المرتفعات الاسكتلندية. كان الجبل معزولًا من أي تلال مجاورة، ما كان سيقلل تأثيرها الجذبوي، وستبسط حافته المتماثلة شرقًا وغربًا الحسابات. تسمح منحدراته الشمالية والجنوبية شديدة الميل لإجراء التجربة بالقرب من مركز الكتلة، وهذا سيكبر تأثير الانحراف. بالصدفة، تقع القمة تقريبًا في مركز خط الطول وخط العرض في اسكتلندا.